# Кміт Леонід Олександрович
Леонід Олександрович Кміт (ім'я та прізвище при народженні — Олексій Олександрович Кміта; нар. 9 березня 1908, Санкт-Петербург — пом. 10 березня 1982, Москва) — радянський актор театру і кіно. Народний артист Російської РФСР (1968). Отримав широку популярність завдяки ролі Петьки у фільмі «Чапаєв».

## Біографія
Олексій Кміта народився 25 лютого (9 березня) 1908 року в Санкт-Петербурзі. Закінчивши школу, працював слюсарем на Ленінградському машинобудівному заводі.
Спочатку Олексій навчався в театральних майстернях (ТЕМАС), потім, незважаючи на заїкання, вступив до Ленінградського інституту сценічних мистецтв (майстерня Євгенія Червякова), який закінчив у 1931 році.
У період навчання для милозвучності він відкинув останню букву від свого прізвища і став іменуватись Кміт. Що ж стосується імені, то за документами він як був Олексієм, так і залишився. Але друзі звикли його звати Льонею. І під ім'ям Леонід Кміт він почав виступати в театрі, а потім увійшов в історію кінематографа.
У кіно Леонід Кміт дебютував у 1928 році. Перші ролі були зіграні ще в німому кіно разом з Ігорем Ільїнським. Тоді наступала епоха звукового кіно. Леонід Кміт переживав з цього приводу, бо не міг позбавитися від заїкання. Все вирішилося несподівано просто — одного разу Кміт провалився в колодязь, засипаний снігом, після чого перестав заїкатися.
У 1936 році Леонід вступив до трупи Центрального театру Червоної Армії, де і служить до 1939 року. Під час німецько-радянської війни, в 1942—1945 роках — актор військових ансамблів, з 1957 року — актор Театру-студії кіноактора.
Леонід Кміт помер 10 березня 1982 року. Похований в Москві на Кунцевському кладовищі.
Леонід Кміт у кадрі з фільму «Чапаєв» зображений на поштовій марці СРСР 1964 року.

### Родина
Був одружений кілька разів.
- 1-ша дружина — Олександра Дем'яненко (1916—1952), циркова артистка. Познайомилися, коли їй було 15 років. У 16 років вона народила дочку, а потім розлучилася з Леонідом, залишивши дочку йому. Згодом Олександра була заарештована «за шпигунство». Померла у в'язниці у 36-річному віці.
  - Дочка (від Олександри Дем'яненко) — акторка і телережисерка Інна Кміт (1932—1996).
- Друга дружина — фотографка і фотокореспондентка Галина Кміт.
  - Дочка (від Галини Кміт) — сценаристка Ірина Олексіївна Кміт (нар.. 1948).
  - Син Галини Кміт від Миколи Гриценка (усиновлений Леонідом Кмітом) — актор Денис Кміт (1959-21.07.2019).
    - Внучка — Катерина Кміт (нар. 1969), акторка театру і кіно.
    - Онук — Олексій Дубровський (нар. 1977), артист Малого театру.
    - Онука — Дубровська Анастасія (нар. 1986), акторка Малого театру.

## Визнання і нагороди
- Заслужений артист РРФСР (1935)
- Народний артист РРФСР (1968)

## Фільмографія
1. 1928 — Золотий дзьоб
2. 1929 — Готель «Савой»
3. 1930 — Міста і роки —  Федір Лепендін
4. 1930 — Змова мертвих —  матрос
5. 1930 — Саша
6. 1931 — Людина за бортом —  Федько
7. 1931 — Золоті гори
8. 1931 — Ураган —  робкор Коваль
9. 1931 — Снайпер —  ледар Віктор
10. 1932 — Слава світу —  Ерік
11. 1933 — Перший взвод —  новобранець Олесь
12. 1933 — Хто твій друг —  Ваня Садкевич
13. 1933 — Перше кохання —  Семен
14. 1934 — Двічі народжений —  Льошка
15. 1934 — Чи люблю тебе?
16. 1934 — Пісня про щастя —  Грязнов, злодій
17. 1934 — Поручик Кіже —  переписувач
18. 1934 — Чапаєв —  Петька
19. 1936 — Якось влітку —  Жора
20. 1936 — Дівчина поспішає на побачення —  пасажир поїзда, що виїжджає з півдня
21. 1937 — Балтійці —  Федір Сергійович Колесов, сигнальник
22. 1938 — Комсомольськ —  Сергій Чеканов
23. 1939 — Вершники —  шахтар Вася
24. 1939 — Комендант Пташиного острова —  червонофлотець Косіцин
25. 1939 — Помилка інженера Кочина —  Андрій Юхимович, офіціант
26. 1940 — Кохана дівчина —  Віктор Симаков, токар-багатоверстатник
27. 1940 — Старий наїзник —  Вася Пічугін, колгоспний конюх
28. 1941 — Морський яструб —  Ласточкін
29. 1942 — Бойова кінозбірка № 9 —  Юзеф
30. 1947 — Блакитні дороги —  Іван Іванович, помічник капітана
31. 1947 — Новий дім —  старшина Фокін, сапер
32. 1947 — Повість про «Несамовитого» —  Філатов, радист
33. 1948 — Три зустрічі —  директор МТС
34. 1950 — У мирні дні —  начальник штабу
35. 1950 — Далеко від Москви —  Махов, шофер
36. 1950 — Сміливі люди —  суддя на скачках
37. 1951 — Тарас Шевченко —  штабс-капітан Обрядін
38. 1953 — Вихори ворожі —  городовий
39. 1953 — Степові зорі
40. 1955 — Примари покидають вершини —  Костянтин Сергійович Гребенщиков
41. 1955 — Мексиканець —  Спайдер Хегерті, головний секундант боксерського поєдинку
42. 1955 — Чужа рідня —  Федот Степанович Шубін
43. 1956 — Солдати —  Чумак, старшина
44. 1957 — Балтійська слава —  Тимофій Іванович Віхарєв, комісар Центробалту
45. 1958 — Черговий рейс —  Семен Іванович, завгосп
46. 1959 — Муму —  Степан, лакей
47. 1959 — Сувора жінка —  Платон
48. 1960 — Мічман Панін —  Савичев, унтер-офіцер
49. 1961 — Піднята цілина —  Григорій Матвійович Банник
50. 1963 — Слуха-ай!.. —  наглядач
51. 1964 — До мене, Мухтар! —  Степан Павлович Дуговець
52. 1965 — Прикордонна тиша —  порушник
53. 1965 — Надзвичайне доручення —  поручик
54. 1965 — Скільки років, скільки зим! —  Кравець
55. 1968 — Господар тайги —  Лубніков (конюх Назарич)
56. 1970 — Коли розходиться туман —  Прокопій Федорович, бакенщик
57. 1970 — Крах імперії —  матрос
58. 1970 — Колір білого снігу —  перукар
59. 1971 — Рудобельська республіка —  дід Терешко
60. 1973 — Кортик —  дідусь Миши
61. 1976 — Вінок сонетів —  старшина
62. 1976 — Всього одна ніч —  Прокопій Степанович, швейцар ресторану аеропорту
63. 1980 — Зоряний інспектор —  репортер